# Ikuo Kabashima

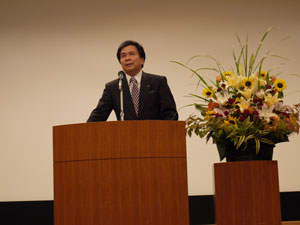
Ikuo Kabashima

Ikuo Kabashima (jap. 蒲島 郁夫 Kabashima Ikuo; * 28. Januar 1947 im Kreis Kamoto (heute Stadt Yamaga), Präfektur Kumamoto) ist ein japanischer Politologe, Politiker und war von 2008 bis 2024 parteiloser Gouverneur von Kumamoto.

## Leben
Kabashima arbeitete nach seinem Abschluss der Oberschule 1965 zunächst für die örtliche landwirtschaftliche Genossenschaft. 1968 wurde er als „landwirtschaftlicher Auszubildender“ (nōgyō kenshūsei) in die USA entsandt. 1974 schloss er ein Studium an der agrarwissenschaftlichen Fakultät der University of Nebraska ab. Dort erwarb er anschließend einen Master in Agrarökonomie, 1979 dann einen PhD in politischer Ökonomie an der Harvard University.
Danach lehrte Kabashima an der Universität Tsukuba, ab 1977 am politikwissenschaftlichen Institut der rechtswissenschaftlichen Fakultät der Universität Tokio. Dazwischen gastierte er an den Universitäten Washington, Princeton und ab 2007 an der Präfekturuniversität Kumamoto.
2008 verließ Kabashima die Universität Tokio und bewarb sich um die Nachfolge von Gouverneurin Yoshiko Shiotani, die nicht für eine dritte Amtszeit kandidierte. Gegen vier weitere Kandidaten, darunter der von der Demokratischen Partei unterstützte Takayuki Kamakura, und mit Unterstützung des Bauernverbandes Nōseiren (農業者農政運動組織連盟, nōgyōsha nōsei undō soshiki renmei) gewann er die Wahl am 23. März 2008. Anders als seine Vorgängerin stellte er sich gegen den Bau eines umstrittenen Dammes am Kawabe, der schließlich 2009 vom Kabinett Hatoyama aufgegeben wurde. Bei der Gouverneurswahl 2012 wurde Kabashima als Allparteienkandidat (ohne Kommunisten) für eine zweite Amtszeit wiedergewählt. Seine dritte Wahl 2016 gewann er mit Zweidrittelmehrheit gegen Seishi Kōyama, den ehemaligen Bürgermeister der Stadt Kumamoto, und einen kommunistischen Kandidaten. Wenige Wochen später ereigneten sich die Kumamoto-Erdbeben, deren Bewältigung zunächst weitgehend seine dritte Amtszeit bestimmten. Die Gouverneurswahl 2020 gewann er mit Zweidrittelmehrheit, diesmal gegen Seishi Kōyama als einzigem Herausforderer.
Zur Gouverneurswahl 2024 trat Kabashima nicht mehr an, zum Nachfolger wurde sein ehemaliger (2020–2024) Vizegouverneur Takashi Kimura gewählt.

## Schriften
- 政治参加 Verlag Universität Tokio 1988.
- 政権交代と有権者の態度変容 Bokutakusha 1998. ISBN 4-8332-2237-X.
- 戦後政治の軌跡――自民党システムの形成と変容 Iwanami Shoten 2004. ISBN 4-00-023644-X.
- 逆境の中にこそ夢がある Kōdansha 2008. ISBN 978-4-06-214619-7.

## Werke
- 運命――農奴から東大教授までの物語 Mikasa Shobō 2004. ISBN 4-8379-2119-1.